# Stefanie Claes
Stefanie Claes (1983) is een Vlaamse actrice. Van 2005 tot 2006 vertolkte ze de rol van Noa De Rixart De Waremme in de soapserie Familie. Haar zussen Barbara en Silvia Claes zijn eveneens actrice. Stefanie speelde Rozemieke in de aflevering 'Schatten uit de diepte' in het 2de seizoen van Neveneffecten. Haar zus Barbara speelde Annemieke.

## Carrière
Stefanie Claes studeerde plastische kunsten aan Sint-Lucas Gent. Later behaalde ze haar master in de dramatische kunsten regie aan het Rits in Brussel. Ze maakte ettelijke voorstellingen, zowel alleen als met haar zus Barbara als met het gelegenheidscollectief Lucinda Ra, waar zij deel van uitmaakt. Telkens voegt ze daarbij andere disciplines toe aan het eigenlijke spelen; muziek/geluid, tekeningen, figuren, beeldprojecties.
Ze baseert haar creaties op maatschappelijke, sociale en biografische onderwerpen, bijvoorbeeld de vondelingenschuif, euthanasie, transgenerationeel trauma, psychiatrie. 

## Voorstellingen
- Roberta Nooit Huilen (2009, Bâtard festival)

- Non Kannibaal (2010, i.s.m. Barbara Claes, Anneleen Sels, Rits en Scheld'apen)

- Het Feest Van de Platte Cake (2010, KC Nona)

- Maar De Wolven Die Leven Nog (2010, i.s.m. Bâtard festival en Maria-Boodschaplyceum Brussel

- Triomff  (2011, i.s.m. Scheld'apen, TAZ en Barbara Claes)

- Bottekes (2011, Schrijversgevang Monty)

- De Bultenklacht n°1 (2011, De Figuranten)

- Botjes Zonder Benen (2012, i.s.m. Michaël Vandewalle en Maria-Boodschaplyceum Brussel)

- De Bultenklacht n°2 (2012, Monty)

- Het fantastische leven van de heilige sint Christoffel zoals samengevat in twaalf taferelen en drie liederen (2012, Lucinda Ra, De Werf)

- Het Fioretti Project (2014, Lucinda Ra, De Werf)

- Euthanasie Met Barbara en Stefanie (2015, Lucinda Ra, De Werf)

- Akaaremoertoe Bahikoeroe (2016, Lucinda Ra, de Werf)

- GRONDWERK (2017, Lucinda Ra, De Werf, Buda, Vooruit, C-Mine)

- Omèrta (2017 samen met Bernard Van Eeghem en Hiros)

- Mia Kermis (2020, Lucinda Ra, De Studio, Vooruit)
- ravensbrück (2023, Lucinda Ra, De Studio)

## Andere creaties
- Affiche De Bultenklacht (2012)
- Affichebeeld Het Fioretti Project (2014)
- Tentoonstelling van eigen werk in Vrijstaat O (2015)
- Publicatie tekst Het Kind (catalogus Watou 2016)
- Affichebeeld Euthanasie Met Barbara en Stefanie (2015)
- Publicatie scenario Euthanasie Met Barbara en Stefanie (#400, De Nieuwe Toneelbibliotheek)
- Deelname Kunst&Zwalm (2021, Boem VZW en croxhapox & Remi Verstraete)
- Scenario & affichebeeld van het theaterstuk Paling (2021, Theater Antigone. Regie: Michaël Vandewalle)
- Tekeningen voor De Dans, een e-boek van Sven de Weerdt (Doctor in de psychologie, schrijver, coördinator leiderschapsontwikkeling in UZLeuven) (2021, uitgeverij BoekBoek)
- Publicatie Mia Kermis (#550, De Nieuwe Toneelbibliotheek)

## Erkenningen
- Prijs Jong Theater op TAZ 2010 voor Het feest Van De Platte Cake
- Roel Verniersprijs en selectie Theaterfestival 2012 voor Het fantastische leven van de heilige sint Christoffel zoals samengevat in twaalf taferelen en drie liederen
- Selectie Theaterfestival 2021 voor Mia Kermis
- Boze Wolfprijs Aarschot Beste Theatervoorstelling 2022 voor  Mia Kermis
- Ultima Podiumkunsten 2021 voor Lucinda Ra
- Selectie Theaterfestival 2024 voor ravensbrück